# Mitski
Mitsuki Miyawaki ( született Mitsuki Laycock; Mie prefektúra, 1990. szeptember 27. –), művésznevén Mitski, japán és amerikai énekes-dalszerző. Mitski saját maga adta ki első két albumát, a Lush-t (2012) és a Retired from Sad, New Career in Business-t (2013), miközben stúdió-zeneszerzést tanult a Purchase College Conservatory of Music-en. Ezeket az albumokat eredetileg a Purchase-nél végzős projektjeiként hozta létre. Harmadik stúdióalbumát, a Bury Me at Makeout Creek-et 2014-ben adta ki a Double Double Whammy révén a diploma megszerzése után.
Mitski ezután 2015-ben szerződött a Dead Oceans-szal, és kiadta a kritikusok által elismert Puberty 2 (2016), Be the Cowboy (2018) és Laurel Hell (2022) című albumait. 2022-ben Ben Beaumont-Thomas, a The Guardian munkatársa az Egyesült Államok "legjobb fiatal dalszerzőjének" titulálta. 2022-ben társszerzőként megírta a "This Is a Life" című betétdalt az Everything Everywhere All at Once című filmhez, amivel Oscar-díjra jelölték a legjobb eredeti dal kategóriában.

## Fiatalkora
Mitski Miyawaki Mitsuki Laycock néven született 1990. szeptember 27-én a japán Mie prefektúrában, fehér amerikai apa és japán anya gyermekeként. Anyanyelve a japán. Gyakran költözött gyermekként, mivel apja az Egyesült Államok Külügyminisztériumánál dolgozott, Törökországban, Kínában, Malajziában, a Cseh Köztársaságban és a Kongói Demokratikus Köztársaságban is élt, mielőtt végül az Egyesült Államokban telepedett le. A középiskolai kórusban énekelt, és 18 évesen megírta első dalát zongorán.

## Karrier

### 2012–2014:Lush;Retired from Sad, New Career in Business; ésBury Me at Makeout Creek
Miután beiratkozott a Hunter College-ba, hogy filmművészetet tanuljon, Mitski úgy döntött, hogy inkább zenével foglalkozna, és átjelentkezett a SUNY Purchase College Zenei Konzervatóriumába, ahol stúdió-zeneszerzést tanult. A Purchase-nél eltöltött ideje alatt hallgatói projektként felvette és önállóan kiadta zongoraalapú első és második albumát, a Lush (2012) és a Retired from Sad, New Career in Business (2013) albumokat. Ekkor találkozott Patrick Hylanddal, aki a Lush után producerként dolgozott az énekesnő albumain. 2013-ban Mike Rasimas és Mutsawashe Mangwendeza indie-rock előadókkal dolgozott együtt, és énekelt az Ego című dalban, valamint hozzájárult Kavinsky Nightcall című dalának feldolgozásához.
A diploma megszerzése után a rövid élettartamú prog-metal zenekar Voice Coils énekeseként tevékenykedett, és dolgozni kezdett harmadik stúdióalbumán, a Bury Me at Makeout Creek-en, amely 2014. november 11-én jelent meg a Double Double Whammy kiadón keresztül. Az albumot négy bónuszszámmal újra kiadták 2015. április 7-én a Don Giovanni Records-on keresztül. Az album nyers, impulzív gitárja hangzásbeli különbséget jelentett első két albumának zenekari és klasszikus zongorahangzásához képest. Számos publikáció elismerését vívta ki.

### 2015–2017:Puberty 2
2015. december 22-én Mitski szerződést kötött a Dead Oceans-szal. 2016. március 1-jén bejelentette negyedik stúdióalbumát, a Puberty 2-t, és megosztotta az első kislemezt, melynek címe " Your Best American Girl ". Az új album június 17-i megjelenése előtt publikált egy másik kislemezt, " Happy " címmel. A Hyland közreműködésével készített albumot két hét alatt vették fel a New York állambeli Westchester megyében található Acme Studios-ban. Az album széleskörű elismerést szerzett a zenekritikusoktól. A Rolling Stone a "Your Best American Girl"-t a 2010-es évek 13. legjobb dalá nak választotta.
A Cartoon Network Adventure Time című rajzfilm sorozatának egy 2016-os epizódjában Olivia Olson feldolgozta Mitski "Francis Forever" című dalát Marceline, a vámpírkirálynő karaktereként.
2017. február 21-én a Pixies bejelentette az amerikai turnéjuk dátumait, ahol Mitski előzenekarként játszott. Május 1-jén első 100 napunk címmel jelent meg egy válogatásalbum, amely 100 dalt tartalmaz különböző előadóktól. Tartalmazza Mitski, a One Direction " Fireproof " című dalának feldolgozását. A válogatás célja, hogy pénzt gyűjtsön olyan szervezetek számára, amelyek olyan célokat támogatnak, amiket Donald Trump politikája fenyeget. Mitski 2015-ben eljátszotta a dal feldolgozását, de ezt a verziót azóta letörölték. Mitski feldolgozta Frank Sinatra 1951-es klasszikusát, az " I'm a Fool to Want You "-t is a 7-Inches For Planned Parenthood válogatásalbumhoz. 2017. október 4-én Lorde bejelentette, hogy Mitski a Melodrama világkörüli turnéjának bizonyos időpontjain előzenekarként nyitja koncertjeit. November 1-jén mutatták be a Sitting című rövidfilmet Mitski főszereplésével.

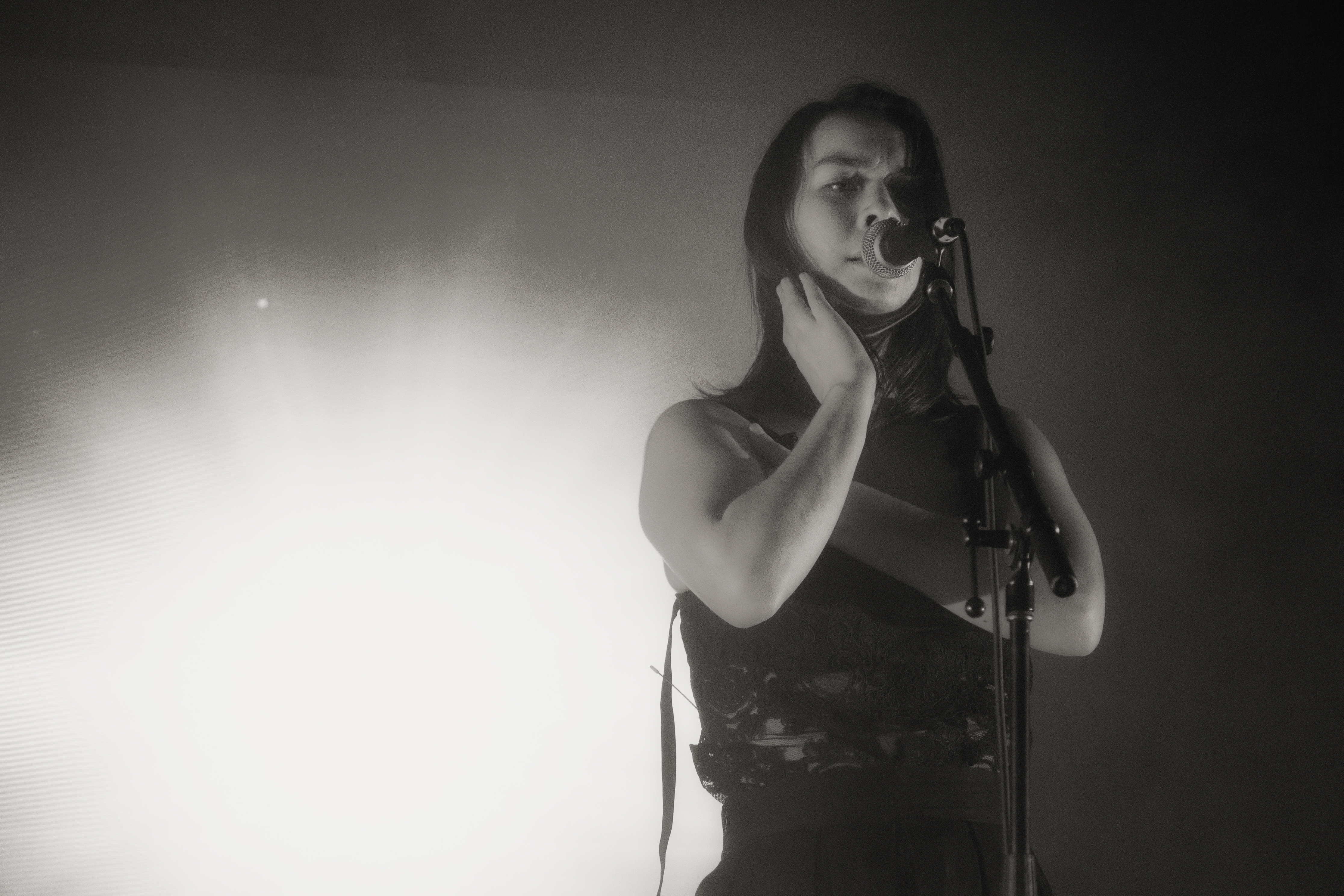
Mitski fellép egy koncerten Seattle -ben 2018 októberében.

### 2018–2019:Be the Cowboy
2018. április 20-án Mitski együttműködött a Xiu Xiu kísérleti bandával a "Between the Breaths" című betétdalon a How to Talk to Girls at Parties című sci-fi vígjáték film zenéjéhez, amely az azonos című rövid történeten alapul.
2018. május 14-én Mitski elérhetővé tette ötödik stúdióalbumának, a Be the Cowboynak az előrendelését, és kiadta az első, "Geyser" című kislemezt, a hozzá tartozó videóklippel együtt. A második kislemez és a hozzá tartozó videó, a " Nobody " 2018. június 26-án, az albumot megelőző harmadik, és egyben utolsó kislemez, a "Two Slow Dancers" pedig augusztus 9-én jelent meg, egy dalszöveges videóval együtt. A Be the Cowboy augusztus 17-én jelent meg a Dead Oceans műsorban. A kritikusok nagy elismeréssel fogadták, és a Pitchfork, Vulture és a Consequence of Sound is az év albumának választotta.
A 2019-es turné során Mitski elkezdte beépíteni a koreográfiáit élő előadásaiba, amelyeket a Butoh ihletett, a táncszínház egy formája, amely a háború utáni Japánban alakult ki, melyben "az előadók kaotikus belső érzelmekből merítenek, de precíz, ismétlődő gesztusokkal ábrázolják azokat". Ez tükrözte azt az elképzelését, hogy második főturnéján a Be the Cowboy megjelenése óta "valami újat adjon a közönségnek", valamint azt a vágyát, hogy "saját, személyre szóló módszereket dolgozzon ki a közönség megtartására", mivel rájött, hogy "nem magától értetődő [számára] a színpadon ugrálás, mindenki felpörgetése." Mitski Monica Mirabile performanszművésszel együtt dolgozta ki a turné "nerősen stilizált, olykor nyugtalanító" mozdulatait. A Butoh által befolyásolt koreográfiát továbbá a „Working for the Knife” című klipjében is felhasználták.
2019 augusztusában Mitski véget vetett a közösségi médiában eltöltött szünetének, és nyilatkozatot tett közzé, amelyben tagadja egy Tumblr- felhasználó állításait, miszerint részese lett volna egy gyermekcsempész körnek: „Nem ismerem a vádlót, és nem tudom, hogyan, vagy miért hoztak engem kapcsolatba a traumáikkal."
2019 szeptemberében a Be the Cowboy Tour utolsó koncertjén a Central Parkban Mitski bejelentette, hogy ez lesz az utolsó fellépése határozatlan ideig. Később arról beszélt, hogy azt tervezte, hogy végleg abbahagyja a zenét, és "másik életet keres". 2020 elejére Mitski meggondolta magát, és úgy döntött, hogy visszatér a zenéhez, részben azért, mert tartozott a kiadójának egy másik albummal, részben pedig önmagáért. Azt nyilatkozta, hogy a folytatás mellett döntött: „Végül is úgy jött ki az egész, hogy "Meg kell tennem, még akkor is, ha fájdalmat okoz, mert szeretem. . . Ez vagyok én. … Folyton sérülök, és még fogok is, és ennek ellenére is meg fogom csinálni, mert ez az egyetlen dolog, amihez értek." "

### 2020–2022:Laurel Hell

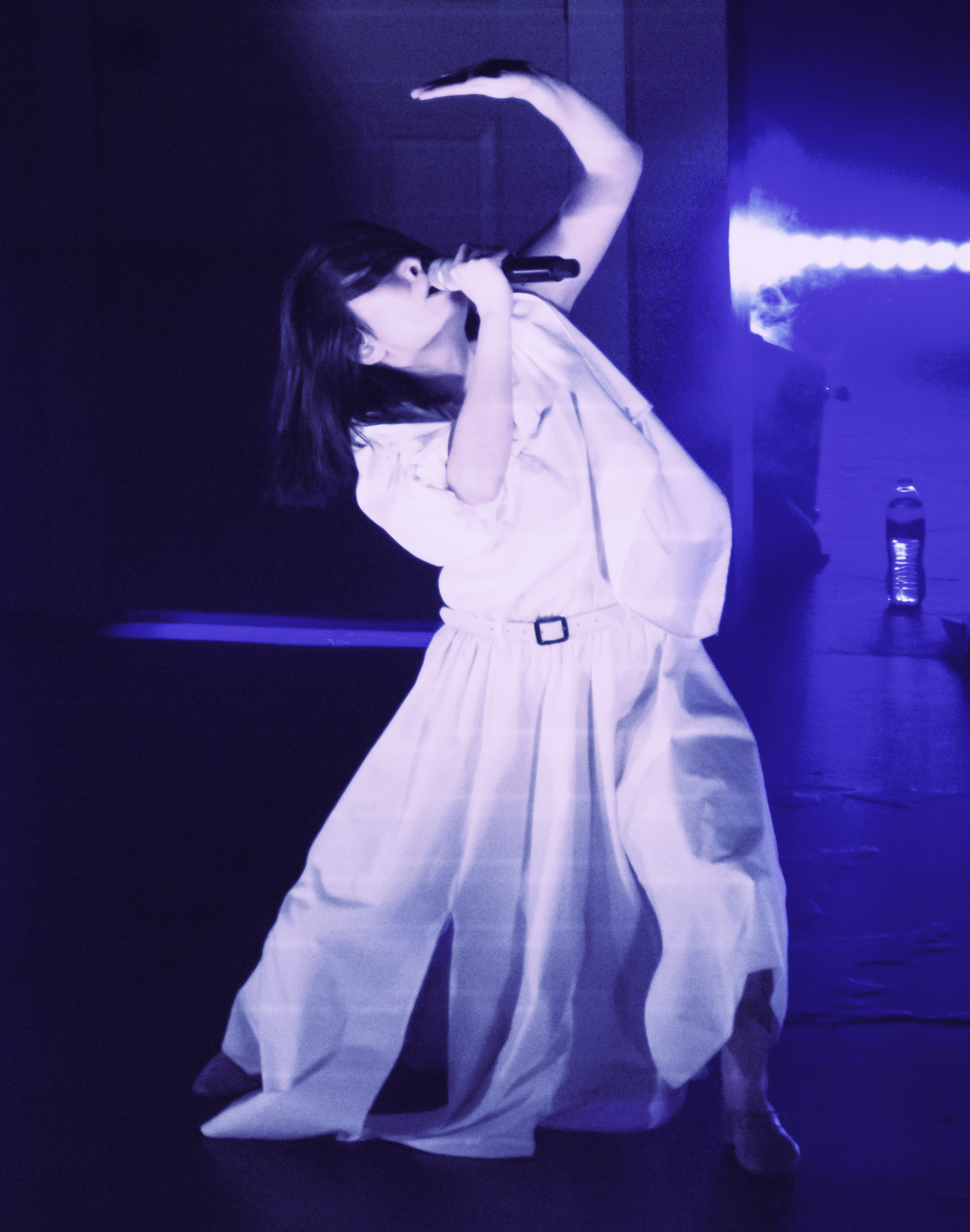
Mitski, Butoh által ihletett színházi koreográfiát magába foglaló fellépése 2022-ben

Mitski 2020 januárjában meosztotta új dalát, a Cop Car-t, a The Turning film zenéjének egy soha ki nem adott betétdalát. Közreműködött a „Susie Save Your Love” című dalban Allie X Cape God című albumáról, amelyet 2020 februárjában adtak ki.
2020. október 29-én bejelentették, hogy Mitski biztosítja a This Is Where We Fall című képregény zenéjét. A Chris Miskiewicz és Vincent Kings által írt sci-fi Western történet "a teológia, a halál és a túlvilág témáit dolgozza fel". Mitski a projektről azt nyilatkozta: „Izgalmas volt filmzenét készíteni egy képregényhez, lehetővé tette számomra, hogy a megszokott dalszerzői formátumomon kívül dolgozzak, és próbáljam úgy megközelíteni, mint betétdalt, de minden olyan időcímke nélkül, amik a mozgóképpel végzett munkánál általánosak, így végül egyszerre volt felszabadító és kihívást jelentő. Remélem a végeredmény segít elmerülni a történetben!"  2021. március 5-én megjelent a "The Baddy Man" című country dal a filmzene első előzeteseként. A Z2 Comics 2021. május 5-én kiadta az albumot kazettán a szokásos keményborítós regénnyel. Limitált kiadású, deluxe bakelitlemez is megjelent. Jelenleg a Z2 nem tervezi, hogy a dalokat a streaming szolgáltatásokon elérhetővé tegye.
2021. október 4-én közösségi média oldalain keresztül bejelentette, hogy másnap új dalt fog kiadni Working for the Knife címmel, mely a hamarosan megjelenő hatodik stúdióalbumának vezető kislemeze lesz. A dalt egyébként később a Pitchfork 2021 7. legjobb dalának választotta meg. Nem sokkal a az első kislemez megjelenése után Mitski bejelentette 2022-es európai és észak-amerikai turnéjait is. Ezt követte a „The Only Heartbreaker” című kislemez 2021. november 9-én, majd ugyanezen a napon Mitski bejelentette hatodik stúdióalbumát, a Laurel Hell-t, amely közvetlenül az európai és észak-amerikai turné, a Laurel Hell Tour előtt jelent meg 2022. február 4-én. 2021. december 7-én a "Heat Lightning", az album harmadik kislemezeként jelent meg. 2022. január 12-én a "Love Me More" következett a Laurel Hell negyedik és egyben utolsó kislemezeként. 2022 márciusában a „The Only Heartbreaker” elérte az első helyet a Billboard Adult Alternative Airplay listáján. 2022. március 4-én Mitskit a 2022. június 22-26-ra tervezett Glastonbury Fesztivál egyik fellépőjeként jelentették be.
2022. április 19-én jelent meg a streaming szolgáltatásokon a "Glide" című szám Mitski általi feldolgozása, amely az All About Lily Chou Chou film zenéjéből származik. A dal korábban extra dalként volt elérhető a Laurel Hell fizikai kiadásain, valamint a 2022-es After Yang című filmben is felhasználták. Mitski közreműködő előadó a "This Is a Life" című betétdalban a 2022-es Everything Everywhere All at Once című film zenéjéből. A dalban David Byrne és Son Lux is szerepel, amiért 2023-ban Oscar-díjra jelölték a legjobb eredeti dal kategóriában.

## Zenei stílusa
Mitski dalszövegei gyakran feltárják aggodalmait, és egyesek „sad indie girl music-nak” azaz szomorú-indie-lány-daloknak nevezik őket, amely kategóriába sok érzelmes dalszövegíró nő kerül. E. Alex Jung úgy jellemezte őt, mint "egy olyan művész, akinek a zenéje olyan érzés, mint egy privát operaház tele melodrámákkal", és a szövegek tele vannak "kavargó dühvel, destruktív impulzusokkal, megaláztatással, vágyakozással, szívfájdalommal és éhséggel". Angie Martoccio, a Rolling Stone- tól, úgy jellemezte korábbi albumait, mint "a huszonéves szorongásról, nyers vágyról és gyakran viszonzatlan szerelemről szóló fanyar kommentár". Lucy Dacus, egy énekes-dalszerző, aki időnként Mitski koncertjeit nyitotta, úgy jellemezte a zenéjét, mint "igazán zsigeri... Egy olyan részhez kapcsolódik önmagában, amely üvölteni akar. Lehet, hogy nem olyan térben élsz, ahol üvölthetsz, vagy talán nincsenek szavaid arra, ami veled történt. Mitski teret biztosít ehhez."
Hasonlóképpen Mitski is úgy jellemezte saját zenéjét, mint egy olyan "helyet", ahova az emberek "minden érzésüket, csúnyaságukat elhelyezhetik, amiknek nincs helye a saját életükben".

## Közismertség
A The New York Timesnak adott 2016-os interjújában Mitski kifejezte a privát létéből fakadó feszültséget és kényelmetlenségét a nyilvánossággal járó figyelem miatt, ezért inkább titokban tartja magánéletét. 2014-es áttörése óta a sajtó gyakran privát emberként jellemezte.
Ázsiai-amerikai nőként Mitski kényszert érzett arra, hogy képviselje közösségét. Kellemetlenségét fejezte ki amiatt, hogy az emberek útmutatást várnak tőle, és a változás vezetőjének tekintik a fehér férfiak által uralt iparágban.
Mitski nem aktív a közösségi médiában, a neve alatti fiókokat pedig egy menedzser vezeti. 2019-ben hagyta el a közösségi médiát, nagyjából ugyanabban az időben, amikor abba akarta hagyni a zenélést, mert úgy érezte, hogy torzítja egészséges az énképét. A közösségi médiában azonban hatalmas népszerűségre tett szert dalaival. 2022 februárja óta a zenéje több mint 2,5 millió videóban szerepel a TikTokon. Az Egyesült Államok korábbi elnöke, Barack Obama felvette a "The Only Heartbreaker" című dalát 2021 legjobb dalainak listájára, amelyet minden évben közzétesz a Twitteren.

### Nézetek a zeneiparról
2019. szeptember 9-én, a Central Parkban megrendezett koncertjén Mitski bejelentette, hogy ez lesz az utolsó fellépése határozatlan ideig, és rajongótábora a közösségi médiában fejezte ki aggodalmát. A bejelentésre adott online reakció arra késztette, hogy közölje rajongóival, nem fogja abbahagyni a zenélést; jóllehet akkoriban tényleg végleg abba akarta hagyni azt. Kijelentette, hogy a kilépés fő oka az volt, hogy nehezen birkózott meg az újonnan jött indie-sztársággal, amikor 2018-as Be the Cowboy című albuma bekerült a mainstream médiába. Azt mondta, hogy a zeneipar "a fogyasztói társadalom túltelített változata", és hogy az iparban "olyan terméknek kell lenni, amelyet vásárolnak, eladnak és fogyasztanak". Bánja, hogy a valódi nevét használta a zenéje kiadására, mert már nem érezte úgy, hogy az övé, és "idegennek" érezte magát. Attól félt, hogy ha folytatja a zenélést, akkor végül olyan zenét kezd majd készíteni, ami iránt nem is érdeklődik. 2019-ben Mitski írt egy új kislemezt, a "Working for the Knife"-ot, amelyben leírja, hogy "nem hajlandó visszatérni a színpadra". 2022 februárjában Mitski kiadott egy új albumot, a Laurel Hell-t, amellyel visszatért a zeneiparba.

### Nézetek a rajongótáboráról
Mitski interjúkban kijelentette, hogy kellemetlen kapcsolata van a rajongóival, mert eltipronak találja kapcsolatukat vele és a zenéjével. Úgy találta, hogy a magáról szóló "imádatukat kifejező megjegyzések" az interneten károsítják az énképét. Rajongótáborát "rendkívül online"-nak, "szektaszerűnek"  írták le, és mint "intenzitásban, ha nem méretben Taylor Swifttel és a BTS-sel vetekedő"-nek.
Egy 2022-es interjúban „könyörtelennek” minősítette egyik koncertjének közönségét. Felidézve egy olyan esetet, amikor kíséret nélkül kellett átmennie a hallgatóságon az öltözőjébe, így szólt: „Mindenki akart egy darabot belőlem [. . . ] Annyira elárasztottak a rám markoló kezek, hogy sírtam."  2022 februárjában Mitski nyilatkozatot adott ki a Twitteren, amelyben arra kérte a rajongókat, hogy ne használják a telefonjukat a műsorai rögzítésére, mivel „…olyan érzésem támad, mintha nem együtt lennénk itt... Amikor a színpadon vagyok, és rátok nézek, de ti a képernyőbe néztek, olyan érzésem támad, mintha minket, akik a színpadon vagyunk, fognának és tartalomként fogyasztanának el, ahelyett, hogy megoszthatnánk veletek egy pillanatot."

## Magánélete
Mitski eklektikus, kultúrák közötti identitását „félig japánként, félig amerikaiként, de egyik sem teljesen” módon definiálja, az érzés, mely gyakran tükröződik zenéjében, amely időnként az összetartozás kérdéseit tárgyalja. Mitski ázsiai-amerikaiként írta le magát, de nem feltétlenül gondol magára így, hiszen "csak azt mondaná, hogy amerikai".
2020 óta Mitski a Tennessee állambeli Nashville-ben él. Vegán, szereti a horrorfilmeket, és van két macskája.

## Diszkográfia
- Lush (2012)
- Retired from Sad, New Career in Business (2013)
- Bury Me at Makeout Creek (2014)
- Puberty 2 (2016)
- Be the cowboy (2018)
- Laurel Hell (2022)

## Díjak és jelölések
| Év   | Díjak                        | Kategória                      | Jelölt                                              | Eredmény | Ref.   |
| ---- | ---------------------------- | ------------------------------ | --------------------------------------------------- | -------- | ------ |
| 2017 | Libera díjak                 | Az év videója                  | Your Best American Girl                             | Jelölve  | [ 74 ] |
| 2019 | Libera díjak                 | Az év albuma                   | Be the Cowboy                                       | Jelölve  | [ 75 ] |
| 2019 | Libera díjak                 | Legjobb élő fellépés           | Önmaga                                              | Jelölve  | [ 75 ] |
| 2019 | Libera díjak                 | Az év videoklipje              | Nobody                                              | Elnyerte | [ 75 ] |
| 2019 | Libera díjak                 | Legjobb rock album             | Be the Cowboy                                       | Jelölve  | [ 75 ] |
| 2019 | Libera díjak                 | Kreatív csomagolás             | Be the Cowboy                                       | Jelölve  | [ 75 ] |
| 2022 | AIM Independent Music Awards | Nemzetközi áttörés             | Önmaga                                              | Jelölve  | [ 76 ] |
| 2022 | AIM Independent Music Awards | Legjobb élő előadó             | Önmaga                                              | Elnyerte | [ 76 ] |
| 2022 | AIM Independent Music Awards | A legjobb kreatív kampány      | Laurel Hell                                         | Jelölve  | [ 76 ] |
| 2023 | Oscar-díjak                  | Legjobb eredeti dal            | This Is A Life ( Son Lux- szal és David Byrne-nel ) | Jelölve  | [ 77 ] |
| 2023 | Arany Derby-díjak            | Legjobb új előadó              | Önmaga                                              | Függőben | [ 78 ] |
| 2023 | Libera díjak                 | A legjobb alternatív rocklemez | Laurel Hell                                         | Függőben | [ 79 ] |
| 2023 | Libera díjak                 | Kreatív csomagolás             | Laurel Hell                                         | Függőben | [ 79 ] |

## Fordítás
Ez a szócikk részben vagy egészben  a   Mitski című angol Wikipédia-szócikk ezen változatának fordításán alapul.  Az eredeti cikk szerkesztőit annak laptörténete sorolja fel. Ez a jelzés csupán a megfogalmazás eredetét és a szerzői jogokat jelzi, nem szolgál a cikkben szereplő információk forrásmegjelöléseként.